# François René de Chateaubriand

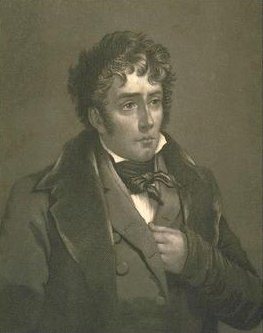
Chateaubriand

François René vicomte de Chateaubriand (Saint-Malo, 4 september 1768 – Parijs, 4 juli 1848) was een Frans romantisch dichter en schrijver en politicus.

## Leven
Chateaubriand was de laatstgeborene van een Bretonse landedelman en kende een vrij onrustige jeugd die zich afspeelde tussen de Bretonse colleges (hij studeerde onder andere te Dol en te Rennes) en zijn ouderlijk kasteel te Combourg. Hij aarzelde lang tussen zijn priesterroeping en een carrière op zee (die in de lijn van de familie lag). Uiteindelijk gaf hij toe aan de eerste en ging hij studeren aan het college van Dinan. Toch besefte hij al vlug dat dit niet zijn ware roeping was en keerde hij terug naar het familiedomein. Het was op het ouderlijk kasteel dat hij de eerste aanroepingen van de muze voelde. Hij fantaseerde vaak met zijn zus Lucile over geëxalteerde dromen in een verlaten landschap.
Uiteindelijk ging Chateaubriand het leger in. Hij verliet Combourg in 1786 als tweede luitenant. Zijn militaire carrière werd onderbroken door lange periodes van verlof die hem in staat stelden verscheidene literaire salons te frequenteren of zelfs het hof te bezoeken.
In april 1791 begon zijn carrière als reiziger, toen hij inscheepte voor Amerika. Hij reisde door een deel van de Verenigde Staten (Philadelphia, de Niagarawatervallen, Ohio). Hij keerde echter haastig terug naar Frankrijk toen hij te horen kreeg dat Lodewijk XVI was gevangengenomen. Op 2 januari 1792 kwam hij in Frankrijk aan. Korte tijd daarna trouwde hij. Hij verliet zijn vrouw echter al vlug en emigreerde om dienst te nemen in het contrarevolutionaire emigrantenleger van de prinsen in Duitsland. Hij raakte gewond bij de belegering van Thionville en vluchtte in 1793 naar Engeland, waar hij zeven jaar verbleef. Tijdens deze moeilijke periode maakte Chateaubriand een geloofscrisis door. In 1797 verscheen zijn Essai sur les révolutions, waarmee hij zich voorgoed tot de letteren bekeerde. Dit werk was grotendeels geïnspireerd door zijn korte buitenlandse militaire carrière en zijn leven als paria dat hij gedurende acht jaar had gekend.
Geheel in de lijn van de preromantiek las hij het werk van de dichter Ossian en de werken van John Milton en Thomas Gray. Ondertussen werkte hij aan Les Natchez, een epos over de strijd tussen de Amerikaanse Indianen en de Europese veroveraars. Door het overlijden van zijn moeder en van een van zijn zussen vond Chateaubriand het katholieke geloof terug en keerde hij in 1800 naar Frankrijk terug. In zijn vaderland werd hij in de hoge kringen van het Consulaat geïntroduceerd door zijn vriend Louis de Fontanes.
Door het terugvinden van zijn geloof publiceerde hij in 1801 een deel van Les Natchez: Atala, een verhaal over een christelijke maagd, Atala, die liever sterft dan haar geloof te verraden door met de Indiaan Chactas te trouwen. In 1802 volgt een tweede deel: Génie du christianisme, waarin René is ingevoegd als illustratie bij een hoofdstuk van le Génie.
Chateaubriands ideeën bevielen Napoleon Bonaparte, die hem in 1803 benoemde tot eerste gezantschapssecretaris te Rome en in 1804 tot gevolmachtigd minister in Wallis. In 1804, na de terechtstelling van de hertog d’Enghien, nam hij echter ontslag en nam hij afstand van het keizerlijke Frankrijk. Twee jaar later ging hij op reis en bezocht Griekenland, Klein-Azië, het "Heilige Land" (Palestina), Noord-Afrika en Spanje. Deze omzwerving diende als stof voor zijn werken Les Martyrs (1809) en Itinéraire de Paris à Jérusalem (1811). In 1811 werd hij verkozen tot de Académie française.

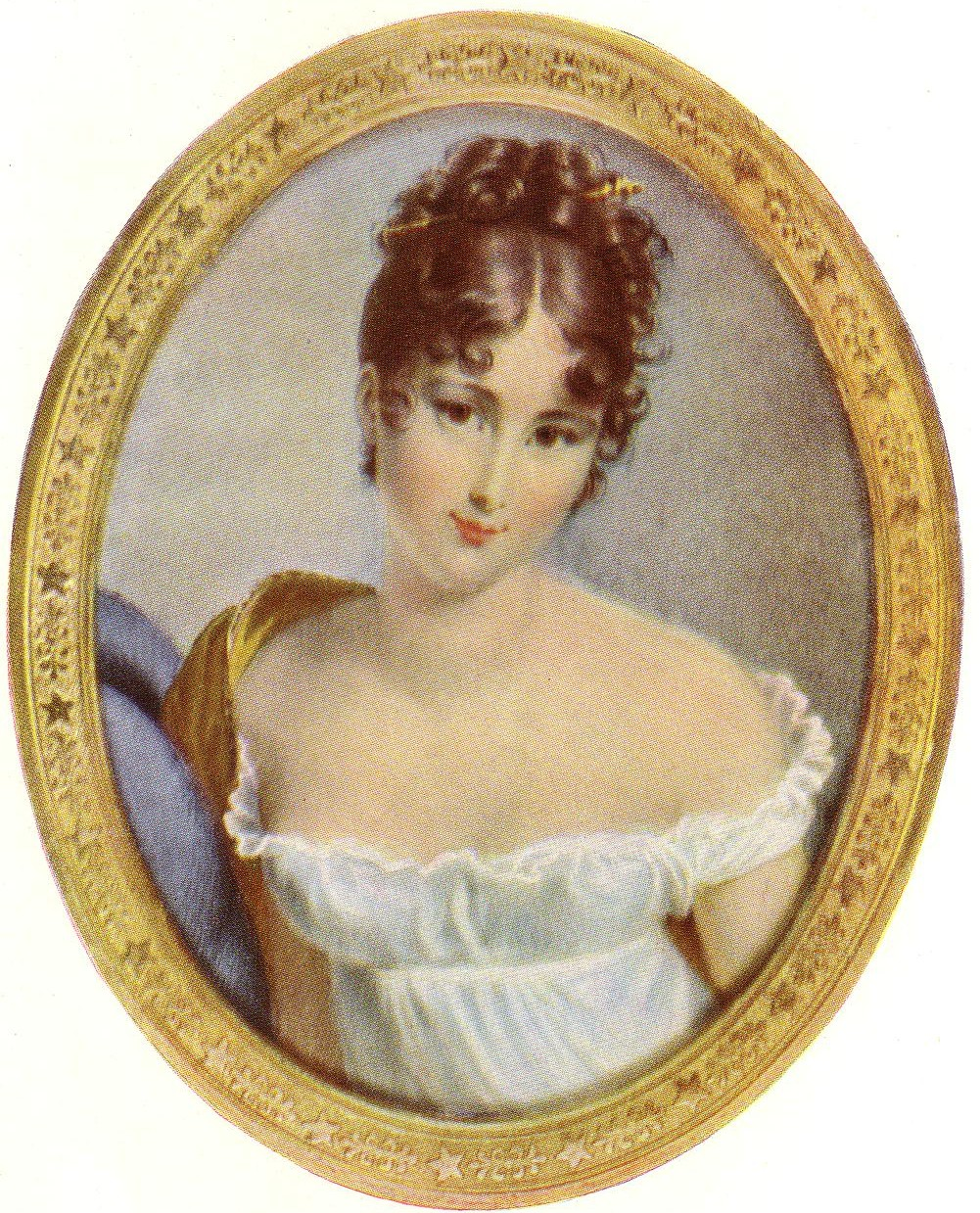
Juliette Récamier, maîtresse van Chateaubriand

Bij het begin van de Restauratie begroette Chateaubriand de terugkeer van de Bourbons met zijn werk De Buonaparte et des Bourbons (1814). Tijdens deze periode speelde hij een belangrijke – doch wisselvallige – politieke rol. In 1814 werd hij ambassadeur in Zweden; in 1815 werd hij pair de France. Vanaf 1816 leidde hij het blad Le conservateur, dat deel uitmaakte van de ultraroyalistische oppositie tegen de Charte. Zijn politieke loopbaan ging van toen af aan in stijgende lijn: Chateaubriand werd ambassadeur te Berlijn, Londen (waar zijn kok het vleesgerecht uitvond dat zijn naam draagt) en te Rome, vertegenwoordigde Frankrijk op het congres van Verona en werd in 1822 zelfs minister van Buitenlandse Zaken. Onder Karel X werd Chateaubriand weer ambassadeur te Rome. In 1829 nam hij echter ontslag bij het aantreden van het ultrarechtse ministerie-Polignac. In juli 1830 verzette hij zich hevig tegen de troonsbestijging van de burgerkoning Lodewijk Filips en verzamelde de liberale jeugd om zich heen. In 1832 trok hij zich definitief terug uit de politiek.
Ondertussen had hij in 1826 Les Natchez uitgegeven. Dat jaar verscheen ook Les aventures du dernier Abencérage. Hij publiceerde in 1844 La Vie de Rancé, maar zijn grootste literaire energie besteedde hij vanaf 1834 aan het schrijven van zijn autobiografie: Mémoires d’outre-tombe, waaraan hij in totaal ongeveer dertig jaar heeft geschreven. Chateaubriand voltooide dit werk in 1841 en het werd postuum uitgegeven vanaf 1848 in afleveringen in La Presse. Dit werk had hij tijdens zijn laatste jaren voorgelezen aan zijn maîtresse, Juliette Récamier.
Chateaubriand stierf te Parijs in 1848 en werd, in overeenstemming met zijn testament, op 19 juli begraven op het eiland Grand-Bé, dat men vanuit Saint-Malo bij eb te voet kan bereiken.

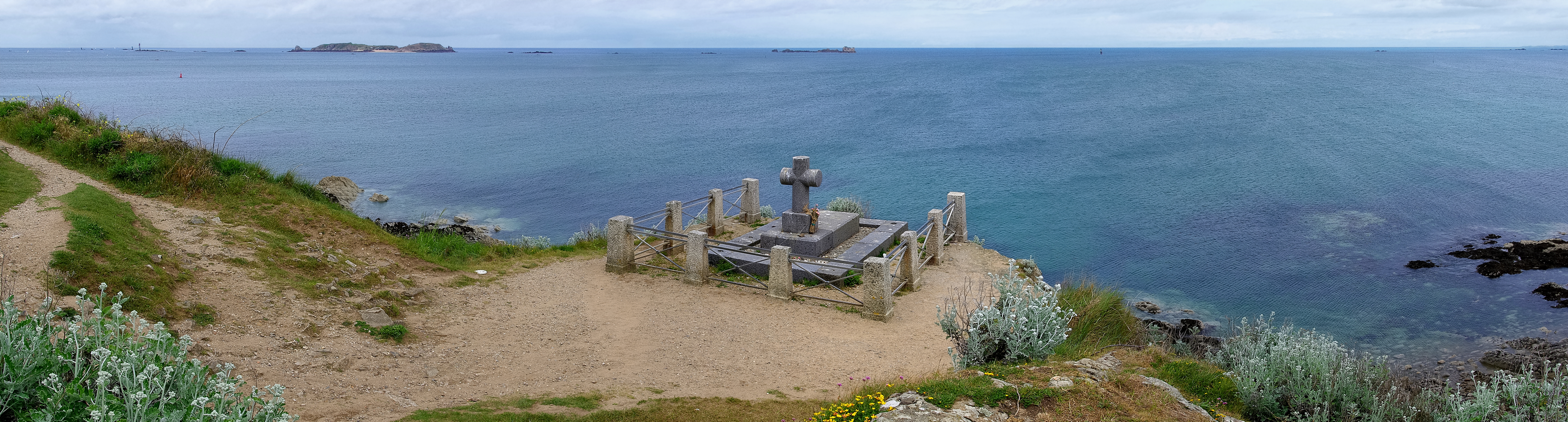

## Werk
Een van de belangrijkste onderwerpen in Chateaubriands werken is het geloof en het christendom. Zo kan zijn eerste werk, Essai sur les révolutions, beschouwd worden als een afrekening met het christendom. Het behandelt vooral de negatieve aspecten die Chateaubriand tot het christendom aantrokken. De cultus was voor hem slechts een overblijfsel van oude riten. Het christendom werd voorgesteld als een simpel historisch en sociaal feit.
Toch bekeerde hij zich opnieuw tot het christendom; een bekering die kan worden samengevat in de beroemde zin 'J’ai pleuré et j’ai cru…' (Ik heb gehuild en ik heb geloofd…). Geloven betekent voor Chateaubriand zich overgeven, zowel aan God als aan het vaderland. Deze bekering wordt geïllustreerd door zijn Génie du christianisme, dat als een Apologie van het christendom kan worden beschouwd. Deze tekst is zowel een poging tot re-integratie in de maatschappij als een verdediging van het christendom door te tonen wat goed en mooi is aan deze godsdienst. Ook werken zoals Les Martyrs, Atala en René passen in deze hernieuwde aandacht voor het christendom.
Dit laatste werk, René, is ook een mooie illustratie van de mal du siècle, een term waarmee de rusteloosheid van de romantische personages en hun auteurs wordt uitgedrukt.
In grote lijnen kan zijn werk in drie delen worden verdeeld:
- De essays over de geschiedenis en het geloof

Het eerste werk dat door Chateaubriand werd uitgegeven was het Essai sur les révolutions (1797), dat het geweld van de Franse Revolutie aan de kaak stelde. In 1802 stelde hij zich vragen over de rol van het geloof in Le Génie du christianisme. Chateaubriands overpeinzingen over de geschiedenis vinden we ook nog terug in zijn Etudes historiques uit 1831.
- De autobiografische romans

Chateaubriand publiceert twee romans met autobiografische inslag: Atala (1801) en René (1802). Hij schetst er het portret van de romantische held die hij op zichzelf inspireert en die een hele generatie zal beïnvloeden.
- De memoires

De Mémoires d'outre-tombe vormen het belangrijkste werk van Chateaubriand. Zij zijn tegelijkertijd een getuigenis van een halve eeuw vol politieke onzekerheden en het verhaal van een rijk en interessant leven.

## Literaire betekenis

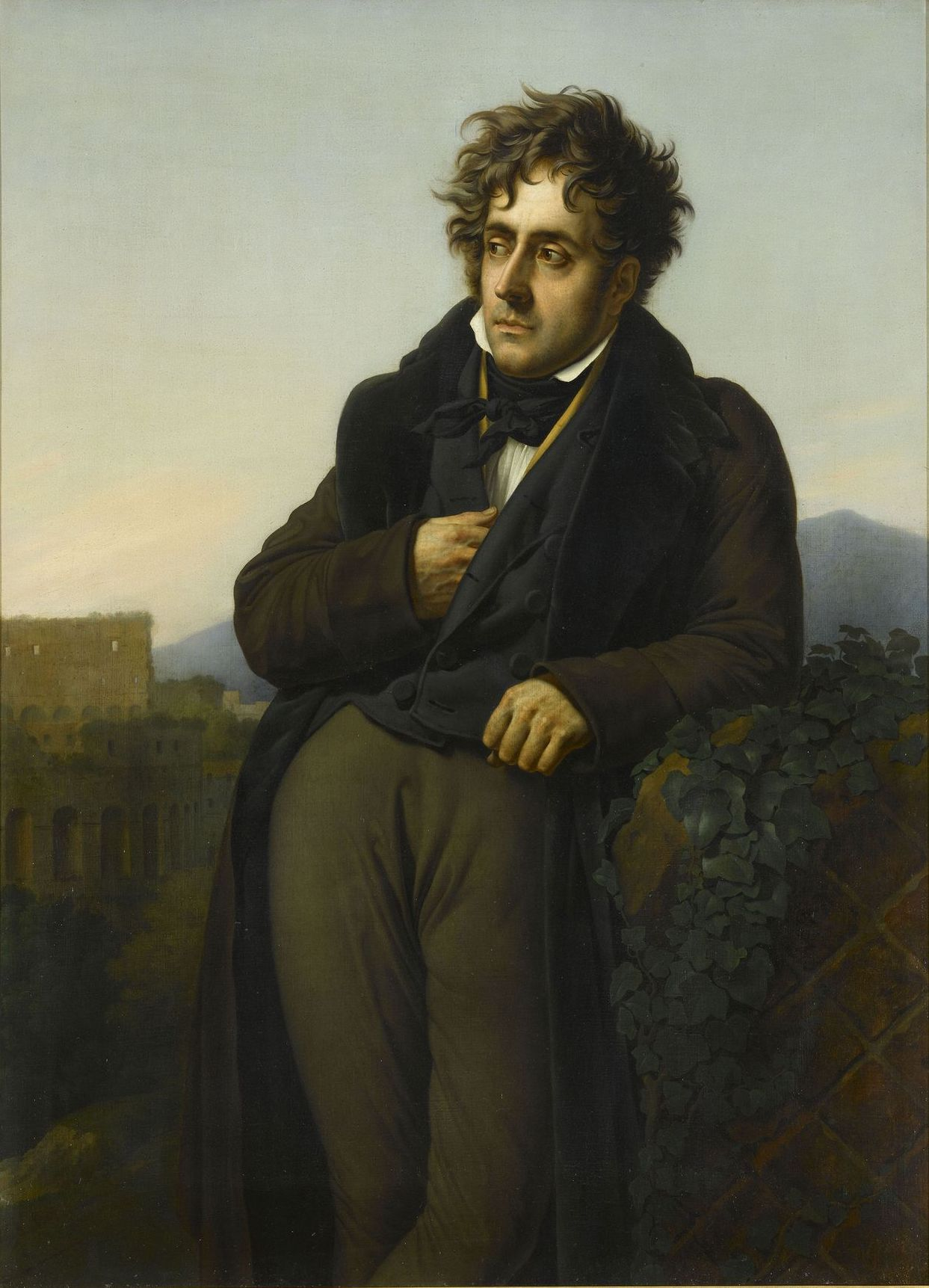
Chateaubriand méditant sur les ruines de Rome: Portret van Chateaubriand door Anne-Louis Girodet-Trioson. De manier waarop Chateaubriand hier is afgebeeld strookt met het beeld van de romantische held dat Chateaubriand zelf heeft beschreven.

Het belang van Chateaubriand is dat hij kan worden beschouwd als een van de eerste romantische schrijvers van Frankrijk. Hij werd beïnvloed door de preromantiek en las de werken van de dichter Ossian en van romantische wegbereiders als Milton en Gray. Verder was hij ook beïnvloed door (pre)romantische iconen als Goethe en Rousseau.
Met zijn werk René schiep hij een held waarin vele schrijvers zich zouden herkennen. René was als het ware een prachtige illustratie van het mal du siècle en kan worden gezien als het literaire handvest van de Romantiek. Omwille hiervan werd Chateaubriand beschouwd als een van de bezielers van de Romantiek in Frankrijk.
Deze romantische held die door Chateaubriand wordt geschetst blijft onverschillig tegenover de sociale vereisten en kan men herkennen aan zijn manier van handelen, zijn vuurrood gezicht en zijn lange, verwarde haren. De romanticus wordt geconfronteerd met tegenstrijdige gevoelens die gaan van neerslachtigheid tot extase, van melancholie tot enthousiasme. Hij verkiest daarom de herfststormen boven de kalme natuur, omdat die eerste beter zijn zielenroerselen illustreren.

## Werken

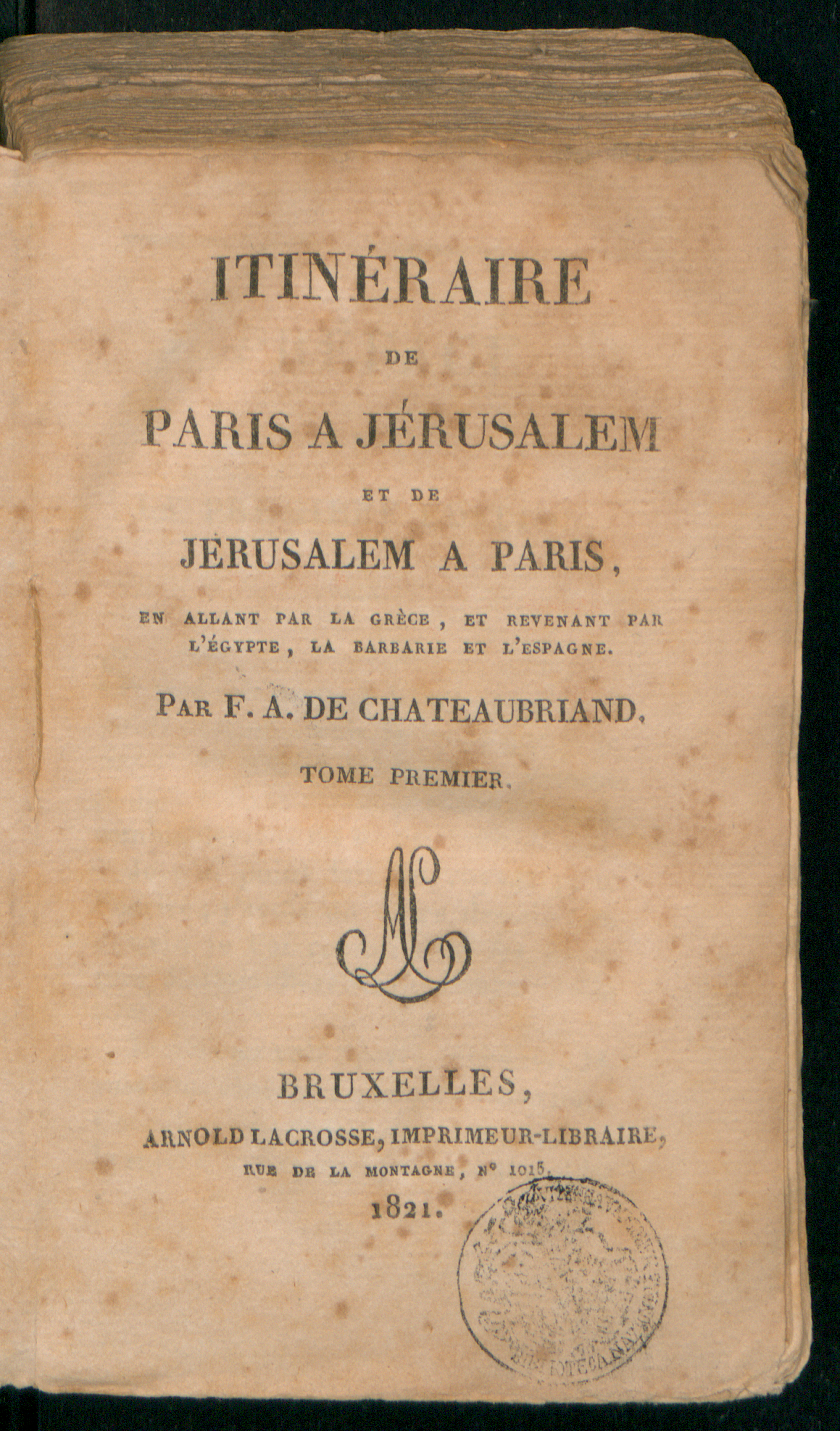
Itinéraire de Paris à Jérusalem et de Jérusalem à Paris, 1821

- 1797 – ''Essai historique, politique et moral sur les révolutions anciennes, considérées dans leurs rapports avec la Révolution française
- 1801 – Atala, ou les Amours de deux sauvages dans le désert. Vertaald als: Atala, of De Gelieven in de woestyne[a] (1801)
- 1802 – René. Vertaald in: Twee verhalen, Atala en René. Utrecht, Kwadraat, 1987 ISBN 90-6481-068-0
- 1802 – Génie du christianisme, ou Beautés de la religion chrétienne. Vertaald als: Schoonheden des christendoms, of Zedelijke en dichterlijke voortreffelijkheden van den christelijken godsdienst[b][c] (1809-1810)
- 1808 - Génie du christianisme, ou Beautés de la religion chrétienne. Vertaald als: Schoonheden van den Roomsch Catholijken godsdienst[d] (1821)
- 1809 – Les Martyrs ou le triomphe de la religion chrétienne. Vertaald als: De martelaren, of De zegepraal van den Christelijken godsdienst[e][f][g] (1823-1826)
- 1811 – Itinéraire de Paris à Jérusalem, ou abrégé de son voyage à Jérusalem, en allant par la Grèce et revenant par l'Egypte, la Barbarie et l'Espagne. Vertaald als: Reize van Parijs naar Jerusalem, door Griekenland, en terug door Egypte, Barbarijen en Spanje[h] (1811-1812)
- 1814 – De Buonaparte, des Bourbons, et de la necessité de se rallier à nos princes légitimes, pour le bonheur de la France et celui de l'Europe. Vertaald als: Over Buonaparte, de Bourbons en de noodzakelijkheid van zich, voor het welzijn van Frankrijk en van Europa, onder onze wettige vorsten te vereenigen[i] (1814)
- 1814 - Réflexions politiques sur quelques écrits du jour. Vertaald als: Staatkundige aanmerkingen op eenige geschriften van den dag, en over de belangen van alle Franschen[j] (1815)
- 1815 - Rapport sur l'état de la France fait au roi dans son conseil, suivi du manifeste du roi de France, adressé à la nation française. Vertaald als: Verslag wegens den staat van Frankrijk, gedaan aan den koning in zijnen raad[k] (1815)
- 1816 - De la monarchie selon la charte / seule édition avec des réflexions sur la session de la Chambre de 1815, par les rédacteurs du Nain jaune. Vertaald als: Over de alleenheersching, volgens het charter; eenigste uitg., met eenige aanmerkingen over de zitting der Kamer van 1815 door de uitgevers van den Nain Jaune[l] (1817)
- 1826 – Les Natchez
- 1826 – Les aventures du dernier Abencérage. Vertaald als: De lotgevallen van den laatsten Abenceraag[m] (1826)
- 1831 – Études historiques
- 1831 - De la restauration et de la monarchie élective, ou Reponse à l'interpellation de quelques journaux sur mon refus de servir le nouveau gouvernement. Vertaald als: Over de alleenheersching door verkiezing, of Mijn antwoord aan eenige dagbladen, op hunne vraag: Waarom ik heb geweigerd om het nieuwe bestuur te dienen[n] (1831)
- 1831 - la nouvelle proposition relative au bannissement de Charles X et de sa famille. Vertaald als: Over het nieuwe voorstel betrekkelijk de verbanning van Karel X en zijne familie, of Vervolg op mijn geschrift: Over de herstelling en de verkieslijke monarchie[o] (1832)
- 1836 – Essai sur la littérature anglaise
- 1838 – Congrès de Vérone
- 1844 – La Vie de Rancé
- 1848-1850 – Les Mémoires d’outre-tombe. Vertaald als: Memoires van over het graf. Amsterdam, Meulenhoff, 2000 ISBN 90-290-5263-5